# 東広島市立高美が丘小学校
東広島市立高美が丘小学校（ひがしひろしましりつ たかみがおかしょうがっこう）は、広島県東広島市高屋高美が丘四丁目にある市立小学校。

## 概要
東広島ニュータウンの中心にある。在籍する児童の多くはニュータウン内に住む。一時は児童数1000人を超すマンモス校だったが、2017年度は児童数536人と、ピーク時の約50％まで減っている。

東広島市内では珍しく基準服がなく、私服通学である。

## 沿革

### 経緯
東広島ニュータウン誕生に伴う児童数増加に対応するため、1992年に近くの2校から分離新設された。

### 年表
- 1992年4月 - 市内20番目の小学校として開校。
- 1995年3月 - プレハプ校舎4教室建築。
- 1996年3月 - プレハブ校舎2教室増築。
- 1997年3月 - 校舎増築工事完了、プレハブ校舎撤去。

## 学校行事
- 4月 - 入学式、遠足
- 5月 - 運動会、修学旅行
- 11月 - 学習発表会
- 3月 - 卒業式

## 通学区域
- 東広島市
  - 高屋高美が丘一丁目、二丁目、三丁目、四丁目、五丁目、六丁目、七丁目、八丁目、九丁目
  - 高屋うめの辺
  - 高屋町稲木の一部
  - 高屋町杵原の一部
  - 高屋町高屋堀の一部

## 進学先中学校
- 東広島市立高美が丘中学校

## 交通
- 芸陽バス[2]「高美が丘小学校」バス停より徒歩1分
  - 豊栄-高美が丘-西条線：豊栄・上戸野・造賀小学校前・近畿大学方面 - 高美が丘小学校 - 西高屋駅・西条駅前方面
  - 高美が丘・近畿大学-西条駅前線：西高屋駅方面 - 高美が丘小学校 - 近畿大学・西条駅前方面
  - 高美が丘循環線：西高屋駅 - 近畿大学 - 高美が丘小学校 - 西高屋駅
- JR山陽本線 西高屋駅より徒歩約30分